# Batiowo
Batiowo (ukr. Батьово, ros. Батёво, słow. Baťovo, węg. Bátyú - osiedle typu miejskiego na Ukrainie w rejonie berehowskim obwodu zakarpackiego.
W miejscowości jest stacja kolejowa Batiowo.

## Historia
W 1989 liczyło 2915 mieszkańców.
W 2013 liczyło 3061 mieszkańców.